# Râul Voivodeni, Dragu
Râul Voivodeni este un curs de apă, afluent al râului Dragu în județul Sălaj

## Refereințe
- Administrația Națională Apelor Române - Cadastrul Apelor - București
- Institutul de Meteorologie și Hidrologie - Rîurile României - București 1971
- Trasee turistice județul Sălaj

## Hărți
- Harta interactivă - județul Sălaj  Arhivat în 5 septembrie 2009, la Wayback Machine.